# Ocauçu
Ocauçu este un oraș în São Paulo (SP), Brazilia.